# Mantispa tenera
Mantispa tenera är en insektsart som först beskrevs av Navás 1914.  Mantispa tenera ingår i släktet Mantispa och familjen fångsländor. Inga underarter finns listade i Catalogue of Life.